# Портбукет

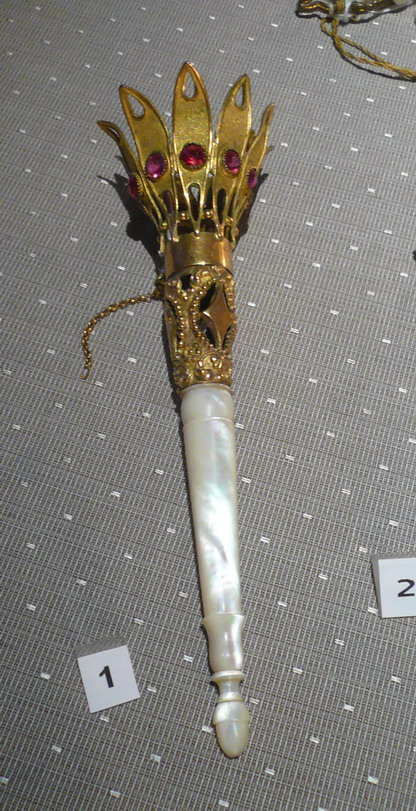
Портбукет, 1820—1830-е гг, позолота, перламутр, стекло. Музей Фредерика Мареса

Портбукет, или порт-букет (фр. porte-bouquet; англ. posy holder, tussie-mussie) — аксессуар в виде небольшого футляра для цветов, который крепится к платью или носится в руках. Классические портбукеты были популярны преимущественно в XIX веке. В настоящее время под словом портбукет может пониматься подставка в виде вазы или горшка, в который вставляется букет.
Классический портбукет, представляющий собой крепление для букета в форме воронки с креплением, появился в Европе, вероятно, во Франции, в XVIII веке. Портбукет выступал модным аксессуаром аристократии, его функцией была защита платья, рук и перчаток женщины от пятен и царапин, которые могли оставить живые цветы. Кроме того, в воронку, выполнявшую роль миниатюрной вазочки, могла наливаться вода или помещаться влажная губка или мох, чтобы сохранить цветы свежими как можно дольше. Портбукет мог крепиться к лифу платья, к цепочке-шатлену или просто держаться в руках. В качестве крепления использовались, как правило, иглы и цепочки, впрочем, некоторые портбукеты не имеют крепления, зато удобны для ношения в руке. Некоторые модели имели «ножки», позволявшие устанавливать их вертикально на поверхности наподобие маленьких вазочек.
Некоторые портбукеты снабжены с одной стороной небольшим зеркальцем, чтобы во время светского мероприятия осматривать себя или окружающих незаметно для них. Портбукеты XVIII — начала XX века изготавливались из дорогих материалов: золота, серебра, слоновой кости, перламутра и украшались эмалью, драгоценными камнями и жемчугом. Некоторые портбукеты являются произведениями ювелирного искусства и выставляются в музеях. Например, один из первых портбукетов в России, созданный около 1770 года из золота, эмали и бриллиантов, хранится в Алмазном фонде.
Мужским аналогом портбукета была бутоньерка, первоначально представлявшая собой стеклянный флакон, крепящийся к лацкану мужского костюма. Портбукеты (как и другие аксессуары того времени, например, веер) могли сообщать окружающим информацию о своей владелице, используя популярный в XIX веке язык цветов, быть элементом флирта. Часто портбукеты служили в качестве подарка; например, роскошный портбукет из золота, украшенный эмалью, бриллиантами, рубинами, жемчугом и бирюзой, подарила императрица Евгения королеве Виктории во время визита последней в Париж в 1855 году.
Пик популярности портбукетов пришелся на 1850—60-е годы, хотя этот аксессуар оставался в моде до начала XX века. С 1920-х годов портбукеты становятся объектами коллекционирования. В настоящее время классические портбукеты можно встретить в качестве аксессуара невесты.